# Aeshna ossiliensis
Aeshna ossiliensis е вид водно конче от семейство Aeshnidae. Видът не е застрашен от изчезване.

## Разпространение
Разпространен е в Естония, Финландия и Швеция.

## Описание
Популацията на вида е стабилна.